# Liste des ambassadeurs du Costa Rica en France
Ceci est une liste des représentants diplomatiques de Costa Rica en France.
| Nomination/installation | nom                                    | Notes | Envoyé par                                          | Envoyé à                         | Fin de mission   |
| ----------------------- | -------------------------------------- | --- | --------------------------------------------------- | -------------------------------- | ---------------- |
| 1849                    | Felipe Francisco Molina y Bedoya (en)  | es:Felipe Francisco Molina y Bedoya, ministre plénipotentiaire à Londres puis à Washington.                                                                                                  | Juan Rafael Mora Porras                             | Charles Louis Napoléon Bonaparte | 1855             |
| 10 novembre 1850        | Gabriel Lafond de Lurcy                | 10 novembre 1850 (Secrétaire de légation), 13 octobre 1854 (chargé d'affaires puis consul général) 29 novembre 1857 (envoyé extraordinaire et ministre plénipotentiaire) 1861 consul général | Juan Rafael Mora Porras                             | Charles Louis Napoléon Bonaparte | 1872             |
| 1870                    | Carlos Gutiérrez (diplomático) (en)    | es:Carlos Gutiérrez (diplomático), ministre plénipotentiaire à Londres | Bruno Carranza Ramírez (en)                         | Charles Louis Napoléon Bonaparte | 1873             |
| 1879                    | Manuel María de Peralta y Alfaro (en)  | es:Manuel María de Peralta y Alfaro, ministre plénipotentiaire à Bruxelles puis à Madrid | Tomás Guardia Gutierrez (en)                        | Jules Grévy                      | 1883             |
| 1883                    | León Fernández Bonilla (en)            | | Próspero Fernández Oreamuno                         | Jules Grévy                      | 1887             |
| 1887                    | Manuel María de Peralta y Alfaro (en)  | | Bernardo Soto y Alfaro (en)                         | Marie François Sadi Carnot       | 1930             |
| 1940                    | Luis Dobles Segreda (en)               | | Rafael Ángel Calderón Guardia                       | Albert Lebrun                    | 1942             |
| 1946                    | Luis Demetrio Tinoco Castro (en)       | Ministre plénipotentiaire | Teodoro Picado Michalski                            | Félix Gouin                      | 1948             |
| 1948                    | Miguel Bourla Arruetti (en)            | Ministre résident | José Figueres Ferrer                                | Vincent Auriol                   | 1950             |
| 1950                    | Luis Dobles Segreda (en)               | Ministre plénipotentiaire (* 1890 à Heredia; † 1956) | Luis Rafael de la Trinidad Otilio Ulate Blanco (en) | Vincent Auriol                   | 1950             |
| 1951                    | Antonio Facio Ulloa (en)               | | Luis Rafael de la Trinidad Otilio Ulate Blanco (en) | Vincent Auriol                   | 1951             |
| 1952                    | Marcial Rodríguez Conejo (en)          | | Alberto Oreamuno Flores (en)                        | Vincent Auriol                   | 1953             |
| 1955                    | Napoleón Pacheco Solano (en)           | | José Figueres Ferrer                                | René Coty                        | 1958             |
| 1958                    | Rodolfo J. Pinto Echeverría (en)       | | Mario Echandi Jiménez                               | René Coty                        | 1962             |
| 1962                    | Claudio Cortés Castro (en)             | | Francisco José Orlich Bolmarcich                    | Charles de Gaulle                | 1964             |
| 1964                    | Guillermo Arguedas Pérez (en)          | | Francisco José Orlich Bolmarcich                    | Charles de Gaulle                | 1966             |
| 1966                    | Herbert Hütt Gil (en)                  | | José Joaquín Trejos Fernández                       | Charles de Gaulle                | 1968             |
| 1969                    | Virgilio Chaverri Ugalde (en)          | | José Joaquín Trejos Fernández                       | Alain Poher                      | 1970             |
| 1970                    | Víctor Hugo Román Jara (en)            | | José Figueres Ferrer                                | Georges Pompidou                 | 1973             |
| 1974                    | Manuel Dobles Sánchez (en)             | | Daniel Oduber Quirós                                | Valéry Giscard d’Estaing         | 1978             |
| 1978                    | Antonio Cañas Iraeta (en)              | | Rodrigo Carazo Odio                                 | Valéry Giscard d’Estaing         | 1981             |
| 1983                    | Rosa Luisa Giberstein Kukielka (en)    | | Luis Alberto Monge Álvarez (en)                     | François Mitterrand              | 1984             |
| 1984                    | Ekhart Peters Seevers (en)             | | Luis Alberto Monge Álvarez (en)                     | François Mitterrand              | 1986             |
| 1986                    | José Enrique Castillo Barrantes (en)   | | Óscar Arias Sánchez                                 | François Mitterrand              | 1990             |
| 1990                    | Manuel Antonio Hemández Gutiérrez (en) | | Rafael Ángel Calderón Fournier                      | François Mitterrand              | 1994             |
| 1994                    | Edgar Mohs Villalta (en)               | | José María Figueres Olsen                           | François Mitterrand              | 1998             |
| 7 septembre 1998        | Rodrigo Montealegre de Mendiola (en)   | | Miguel Ángel Rodríguez Echeverría                   | Jacques Chirac                   | 1998             |
| 7 septembre 1998        | Rodrigo Montealegre Mendiola (en)      | [ 2 ] | Miguel Ángel Rodríguez Echeverría                   | Jacques Chirac                   | 23 avril 2001    |
| 23 avril 2001           | Arnoldo López Echandi (en)             | [ 3 ] | Miguel Ángel Rodríguez Echeverría                   | Jacques Chirac                   | 10 décembre 2002 |
| 10 décembre 2002        | Ani Ramos de Anaya Sagrera (en)        | Mme | Abel Pacheco                                        | Jacques Chirac                   | 14 août 2004     |
| 3 décembre 2010         | Carlos Bonilla Sandoval (en)           | [ 5 ] | Laura Chinchilla Miranda                            | Nicolas Sarkozy                  |                  |
| 15 janvier 2015         | Gabriel Macaya Trejos                  | Ambassadeur extraordinaire et plénipotentiaire | Luis Guillermo Solís Rivera                         | François Hollande                | 30 juin 2018     |
| 4 octobre 2018          | Sonia Marta Mora-Escalante             | | Carlos Alvarado                                     | Emmanuel Macron                  |                  |
| 13 janvier 2023         | Ana Elena Pinto Lizano                 | | Rodrigo Chaves Robles                               | Emmanuel Macron                  |                  |